# Episodi di Community (quinta stagione)
La quinta stagione della serie televisiva Community è stata trasmessa sul canale statunitense NBC dal 2 gennaio al 17 aprile 2014.
Questa stagione vede il ritorno di Dan Harmon come showrunner, licenziato al termine della terza stagione.
In Italia è stata trasmessa dall'8 luglio al 16 agosto 2014 su Comedy Central; in chiaro è stata trasmessa su Italia 2 dal 13 al 20 novembre 2014.
| n° | Titolo originale                           | Titolo italiano                                       | Prima TV USA     | Prima TV Italia |
| -- | ------------------------------------------ | ----------------------------------------------------- | ---------------- | --------------- |
| 1  | Repilot                                    | Un nuovo inizio                                       | 2 gennaio 2014   | 8 luglio 2014   |
| 2  | Introduction to Teaching                   | Introduzione all'insegnamento                         | 2 gennaio 2014   | 8 luglio 2014   |
| 3  | Basic Intergluteal Numismatics             | Corso base di numismatica intergluteale               | 9 gennaio 2014   | 15 luglio 2014  |
| 4  | Cooperative Polygraphy                     | Poligrafia collaborativa                              | 16 gennaio 2014  | 15 luglio 2014  |
| 5  | Geothermal Escapism                        | Evasione geotermica                                   | 23 gennaio 2014  | 22 luglio 2014  |
| 6  | Analysis of Cork-Based Networking          | Analisi del networking                                | 30 gennaio 2014  | 22 luglio 2014  |
| 7  | Bondage and Beta Male Sexuality            | Bondage e sessualità del maschio beta                 | 27 febbraio 2014 | 29 luglio 2014  |
| 8  | App Development and Condiments             | Successo e declino di un'app                          | 6 marzo 2014     | 29 luglio 2014  |
| 9  | VCR Maintenance and Educational Publishing | Manutenzione del videoregistratore e testi scolastici | 13 marzo 2014    | 5 agosto 2014   |
| 10 | Advanced Advanced Dungeons & Dragons       | Il ritorno della compagnia di Dungeons & Dragons      | 20 marzo 2014    | 5 agosto 2014   |
| 11 | G.I. Jeff                                  | G.I. Jeff                                             | 3 aprile 2014    | 12 agosto 2014  |
| 12 | Basic Story                                | Una storia semplice                                   | 10 aprile 2014   | 12 agosto 2014  |
| 13 | Basic Sandwich                             | Greendale: ritorno alle origini                       | 17 aprile 2014   | 19 agosto 2014  |

## Un nuovo inizio
- Titolo originale: Repilot
- Diretto da: Tristram Shapeero
- Scritto da: Dan Harmon e Chris McKenna

### Trama
Jeff ha avviato uno studio legale dopo aver conseguito la laurea a Greendale, ma l'attività è fallimentare. Alan, un ex collega che tempo addietro lo aveva denunciato all'ordine degli avvocati, gli offre un caso: si tratta di una class action contro un ex studente della scuola, che diventato ingegnere ha costruito dei ponti poi crollati; l'accusa vuole provare che ciò è avvenuto a causa della formazione scadente ricevuta al community college. Jeff torna allora alla sua ex scuola, ma si trova suo malgrado a capo del comitato Salviamo Greendale, formato dagli altri membri del gruppo di studio. Quando poi la verità emerge, Jeff quasi persuade gli altri a unirsi alla denuncia, ma poi si rende conto che non è ciò che nessuno vuole. Nel frattempo il rettore ha distrutto le informazioni presenti nel sistema riguardo all'ex studente ingegnere e quindi previene il proseguimento del procedimento legale. Il gruppo di studio decide di riscriversi a Greendale, in quanto la loro vita attuale non li soddisfa e non è ciò che desideravano; a Jeff viene invece offerta una cattedra, che egli accetta. 

## Introduzione all'insegnamento
- Titolo originale: Introduction to Teaching
- Diretto da: Jay Chandrasekhar
- Scritto da: Andy Bobrow

### Trama
Jeff è ora un professore di Fondamentali di Legge: il suo corso è da lui stesso descritto come "un voto massimo garantito" e quindi non ha alcun interesse a insegnare sul serio, preferendo assegnare solo letture sul libro di testo e proiettando documentari per il resto del tempo. Annie è irritata dalla sua noncuranza e si iscrive dunque al corso, iniziando a irritare Jeff con domande pungenti; riesce infine a convincerlo a studiare ciò che deve insegnare e gli fa da guida nel percorso. Nel frattempo il gruppo fa la conoscenza del professore di Criminologia Buzz Hickey, che condivide l'ufficio con Jeff. Abed, intrapreso un corso tenuto dal professore di teatro Garrity che mira a determinare se Nicolas Cage sia buono o cattivo, si dedica totalmente al suo compito nonostante gli ammonimenti del professore.

## Corso base di numismatica intergluteale
- Titolo originale: Basic Intergluteal Numismatic
- Diretto da: Tristram Shapeero
- Scritto da: Erik Sommers

### Trama
Un misterioso figuro, detto Assalta Mutanda, semina il panico alla Greendale, infilando monetine nelle fessure dei pantaloni delle persone chinate. Spetta allora a Jeff e Annie, incalzati da ogni parte da allusioni alla loro presunta relazione, improvvisarsi detective e andare a fondo nella vicenda. Durante l'investigazione si scopre che Basette a Stella, dopo aver finto la propria morte per evitare le accuse di spaccio, si è rifugiato nelle stalle della scuola; egli inizialmente si dice colpevole, ma una serie di indizi puntano al Professor Duncan. Mentre Annie lo confronta, però, un'altra persona si trova una moneta nei pantaloni: durante l'inseguimento, Jeff e Annie si trovano davanti Shirley, che li informa del decesso di Pierce. Nei titoli di coda viene rivelato che Basette a Stella ha ritirato la confessione e che l'identità di Assalta Mutanda rimane ancora ignota. 

## Poligrafia collaborativa
- Titolo originale: Cooperative Polygraphy
- Diretto da: Tristram Shapeero
- Scritto da: Alex Rubens

### Trama
Viene fatta la lettura del testamento di Pierce, nel quale è scritto che il gruppo di studio si dovrà sottoporre alla macchina della verità per verificare che nessuno di loro sia responsabile della sua morte. A ognuno è stato lasciato qualcosa, ma la maggior parte del patrimonio spetta a Troy, a patto che compia il giro del mondo in barca a vela per diventare un vero uomo.

## Evasione geotermica
- Titolo originale: Geothermal Escapism
- Diretto da: Joe Russo
- Scritto da: Tim Saccardo

### Trama
Abed organizza una partita di Lava Colata per tutta la scuola al fine di celebrare opportunamente la partenza di Troy. Scopo del gioco è non toccare il pavimento, altrimenti si è eliminati: il vincitore riceverà un fumetto in edizione limitata da Abed, del valore di 50 000 dollari. Ben presto si formano fazioni e fortificazioni, e avvengono diverse schermaglie e assalti. Britta, trovandosi faccia a faccia con Abed, cerca di convincerlo che il gioco è in realtà il suo disperato tentativo di venire a patti con la realtà della partenza di Troy, e attraverso la finzione di una doppia clonazione (di Troy e Abed) vi riesce. L'episodio si conclude con l'addio di Troy al gruppo di studio, partendo su una lussuosa barca su cui si trova anche LeVar Burton, idolo del giovane.
- Nota: l'episodio è un rimando ai finali delle prime due stagioni, dove il gioco super competitivo era il paintball; molti elementi come la formazione di aggregamenti a scopo di sopravvivenza e temi come il tradimento della fiducia sono comuni tra tutti gli episodi, a loro volta parodia esplicita dei film d'azione[senza fonte].

## Analisi del networking
- Titolo originale: Analysis of Cork-Based Networking
- Diretto da: Tristram Shapeero
- Scritto da: Monica Padrick

### Trama
Hickey e Annie intraprendono una crociata per poter appendere una bacheca in mensa: così facendo, la ragazza impara a destreggiarsi nei loschi circoli del personale addetto della scuola, convolute organizzazioni connesse tra loro.

## Bondage e sessualità del maschio beta
- Titolo originale: Bondage and Beta Male Sexuality
- Diretto da: Tristram Shapeero
- Scritto da: Dan Guterman

### Trama
Il professor Duncan decide di chiedere aiuto a Jeff per provare a sedurre Britta; questi gli suggerisce di mostrarsi interessato alle cause supportate dalla ragazza. Duncan quindi dichiara davanti a lei che andrà a una manifestazione politica. Qui, Britta incontra alcuni suoi compagni di attivismo in passato, ma scopre che, al contrario di lei, sono tutti andati avanti con la propria vita, e ciò, insieme alle prese in giro ricevute dai suoi ormai ex amici, la fa piangere; questo era stato predetto da Duncan, nel frattempo entrato in competizione con Jeff, e quindi egli si offre come spalla su cui piangere. Mentre stanno tornando a casa di Duncan in macchina, però, i due intavolano una profonda conversazione sulle amicizie, e l'inglese si rende conto di non avere altri amici che Jeff, con cui parla poco e niente, e lo ammette a Britta: per questo, il professore decide di non sfruttare il momento difficile della ragazza e la riporta a casa sua, per poi tornare al bar per bere con Jeff. Abed, travestito da Kick-Puncher, rovina accidentalmente i disegni di Hickey, e per questo viene ammanettato a un archivio dal burbero professore; i due parlano a lungo, litigano e Abed perde la prima del film, per cui si era travestito. Chang si trova suo malgrado in una spettrale situazione dove vede un pubblico di persone che lo applaudono in un teatro, ma il custode gli dice che quelle sono persone morte in un incendio, e le persone gli dicono che il custode è un fantasma.

## Successo e declino di un'app
- Titolo originale: App Development and Condiments
- Diretto da: Rob Schrab
- Scritto da: Jordan Blum e Parker Deay

### Trama
Nel campus viene lanciata la campagna di Beta-test di un'applicazione che permette di dare una valutazione agli altri utenti. La situazione evolve in una sorta di società distopica, divisa in caste dalle valutazioni, che vanno da 1 a 5, dell'app: i 5 dettano legge su tutti gli altri, e vi sono aree riservate ai livelli più alti. Jeff e Britta decidono di sovvertire il sistema; il primo punta ad arrivare al livello 5 mediante un talent show per i livelli più bassi, riuscendovi, mentre la seconda tenta di scatenare una rivolta dei 2 e dei 3. Jeff ha un alterco con Shirley, che risulta nel loro declassamento a 1 e quindi all'esilio nelle aree esterne; subito dopo l'accaduto, però, i due possono rientrare poiché la rivoluzione di Britta ha avuto successo, e tutti i 5 sono processati e declassati. Jeff allora pronuncia un discorso, e riesce a convincere tutti a disinstallare l'app, riportando la situazione alla normalità. 

## Manutenzione del videoregistratore e testi scolastici
- Titolo originale: VCR Maintenance and Educational Publishing
- Diretto da: Tristram Shapeero
- Scritto da: Donald Diego

### Trama
Jeff, Shirley e Hickey scoprono una grande quantità di libri di testo di grande valore nascosti in un magazzino della scuola: ben presto la situazione degenera con l'aggiunta di Chang e Britta, e alla fine tutti tranne Shirley si trovano legati, mentre la donna si incontra con un tale che dovrebbe ridistribuire i testi, che si scoprono non avere i numeri di pagina e quindi sono di valore praticamente nullo. Intanto, Annie e Abed si sfidano a un gioco su videoregistratore, chiamato Un mucchio di proiettili, per decidere chi sarà il loro nuovo coinquilino tra il fratello di Annie, Anthony, e la ragazza di Abed da un mese, Rachel: l'ossessione dei due per il gioco provoca l'allontanamento dei loro cari, per niente interessati a trasferirsi, anche se Abed si fa perdonare e si apre alla ragazza.

## Il ritorno della compagnia di Dungeons & Dragons
- Titolo originale: Advancend Dungeons & Dragons
- Diretto da: Joe Russo
- Scritto da: Matt Roller

### Trama
Il gruppo scopre che Hickey non intrattiene buoni rapporti con uno dei suoi figli, che gli lascia vedere suo nipote solo alle festività. Scoperto che il figlio del professore è un grande appassionato di Dungeons & Dragons, la compagnia organizza una sessione di gioco mirata a riconciliare i due. Durante la partita, la situazione tra padre e figlio precipita, ma quando i due si trovano a giocare da soli, essendo gli altri compagni stati sconfitti, il gruppo, tranne Abed che ricopre il ruolo di Dungeon master, esce e li lascia ad appianare le loro differenze, ritenendo che la situazione sia sufficientemente matura.

## J.I. Jeff
- Titolo originale: J.I. Jeff
- Diretto da: Rob Schrab
- Scritto da: Dino Stamatopoulos

### Trama
L'episodio è ambientato in buona parte in un cartone animato parodia di J.I. Joe in cui i protagonisti sono i membri del comitato "Salviamo Greendale". Si scopre alla fine che questo mondo è un sogno che fa Jeff in seguito all'assunzione strane pillole, prese per dimenticare il suo quarantesimo compleanno.

## Una storia semplice
- Titolo originale: Basic Story
- Diretto da: Jay Chandrasekhar
- Scritto da: Carol Kolb

### Trama
Un perito assicurativo ispeziona Greendale, e conclude che la scuola è un asset di valore anziché un peso per l'assicurazione: i due membri del consiglio d'istituto, Carl e Richie, dichiarano dunque che la scuola può essere venduta a Subway per profitto. Il gruppo realizza che, involontariamente, le loro azioni nell'anno in corso hanno portato alla crescita di valore e sicurezza e quindi alla vendita. Chang, all'ultimo incontro del comitato, si rivela essere una spia di Subway e del consiglio d'istituto. A Jeff viene proposto un lavoro nella nuova Greendale, la Subway University, a insegnare "legge dei panini"; egli, ponderando l'offerta, si trova a vagabondare fino alla sala studio, dove trova Britta. I due si trovano a riflettere sui propri sforzi, e concludono che nessuno dei due se ne va con qualcosa in tasca; allora Jeff, d'impulso, le propone di sposarlo per dare un senso alla vita. Britta acconsente. Nel frattempo Abed ed Annie sono nell'ufficio del rettore Pelton per aiutarlo a imballare, quando Abed nota una targa sul ritratto del primo rettore che dice "La verità sta dietro a questa immagine"; scostandola, trovano un documento impolverato. Mentre Jeff e Britta stanno per fare sesso per celebrare il loro prossimo matrimonio, i tre irrompono nella sala per annunciare che possono salvare Greendale: basta trovare il tesoro sepolto che è indicato nel documento. Chang, origliando, sente che viene convocata una riunione d'emergenza per decidere il da farsi e, ridendo follemente, scribacchia l'informazione su un taccuino.

## Greendale: ritorno alle origini
- Titolo originale: Basic Sandwich
- Diretto da: Rob Schrab
- Scritto da: Ryan Ridley

### Trama
Jeff, Britta, Annie, il rettore e Abed trovano una botola nella sala studio e vi si calano dentro; esplorando la sezione interrata e abbandonata della scuola, il gruppetto trova il fondatore e primo rettore della scuola, Russel Borchert, che possiede ancora il terreno scolastico e dunque ha potere decisionale sul suo uso; egli ha infatti fondato Greendale a scopo di ricerca informatica, ed era arrivato a costruire una macchina con circuiti d'oro puro, forse il "tesoro di Greendale", che sosteneva potesse interpretare i sentimenti. Borchert però sparì nel nulla quando si sparsero voci sul suo rapporto con la macchina, insieme con essa. Il gruppo gli spiega quindi la situazione in cui si trovano. Arrivano però i membri del consiglio d'istituto, che danneggiano la macchina di Borchert e lasciano gli altri intrappolati lì sotto. Borchert nota che, nonostante i danni, i circuiti "emozionali" della macchina, che controlla tutti i sistemi, funzionano ancora; per alimentarli, danneggiati come sono, serve un forte impulso emozionale. Jeff si assume questo compito: viene mostrato egli che ha delle sorta di conversazioni telepatiche coi suoi compagni, nessuna delle quali sembra però suscitargli una reazione abbastanza forte, tranne per un semplice scambio di saluti con Annie, che suscita in lui un potente impulso che apre le porte. Il gruppo, finalmente riunito, si precipita verso la mensa, dove interrompe l'atto di vendita e salva così la scuola.